# Linafoot
Linafoot är den högsta  fotbollsligan i Kongo-Kinshasa och organiseras av Fédération Congolaise de Football-Association (FECOFA). Ligan startades 1958. Ligavinnaren och 2:an kvalificeras för afrikanska Champions League. Dess nuvarande officiella namn är Vodacom Ligue 1, efter att man tecknat ett sponsoravtal med kommunikationsföretaget Vodacom. 

## Klubbar säsongen 2019/2020
| Klubb                | Stad       | Arena                         | Kapacitet |
| -------------------- | ---------- | ----------------------------- | --------- |
| AC Rangers           | Kinshasa   | Stade des Martyrs             | 125 000   |
| AS Vita Club         | Kinshasa   | Stade des Martyrs             | 125 000   |
| Bukavu Dawa          | Bukavu     | Stade de la Concorde          | 10 000    |
| Dauphins Noirs       | Goma       | Stade de l'Unité              | 10 000    |
| Don Bosco            | Lubumbashi | Stade TP Mazembe              | 18 500    |
| Groupe Bazano        | Lubumbashi | Stade Frederic Kibassa Maliba | 35 000    |
| Lubumbashi Sport     | Lubumbashi | Stade Frederic Kibassa Maliba | 35 000    |
| Maniema Union        | Kindu      | Stade Joseph-Kabila           | 15 000    |
| Motema Pembe         | Kinshasa   | Stade Tata Raphaël            | 50 000    |
| Nyuki                | Butembo    | Stade de l'Unité              | 10 000    |
| Racing Club Kinshasa | Kinshasa   | Stade des Martyrs             | 125 000   |
| Renaissance du Congo | Kinshasa   | Stade Tata Raphaël            | 50 000    |
| Sanga Balende        | Mbuji-Mayi | Stade Kashala Bonzola         | 10 000    |
| Simba Kamikaze       | Kolwezi    | Stade Manika                  | 3 000     |
| Saint-Éloi Lupopo    | Lubumbashi | Stade de la Victoire          | 18 000    |
| TP Mazembe           | Lubumbashi | Stade TP Mazembe              | 18 500    |

## Mästare
| - 1958 : FC St. Eloi - 1963 : CS Imana - 1964 : CS Imana - 1965 : AS Dragons - 1966 : TP Mazembe - 1967 : TP Mazembe - 1968 : FC Saint Eloi Lupopo - 1969 : TP Mazembe - 1970 : AS Vita Club - 1971 : AS Vita Club - 1972 : AS Vita Club - 1973 : AS Vita Club - 1974 : CS Imana - 1975 : AS Vita Club - 1976 : TP Mazembe | - 1977 : AS Vita Club - 1978 : CS Imana - 1979 : AS Bilima - 1980 : AS Vita Club - 1981 : FC Saint Eloi Lupopo - 1982 : AS Bilima - 1983 : SM Sanga Balende - 1984 : AS Bilima - 1985 : US Tshinkunku - 1986 : FC Saint Eloi Lupopo - 1987 : TP Mazembe - 1988 : AS Vita Club - 1989 : DC Motema Pembe - 1990 : FC Saint Eloi Lupopo - 1991 : SCOM Mikishi | - 1992 : US Bilombe - 1993 : AS Vita Club - 1994 : DC Motema Pembe - 1995 : AS Bantous - 1996 : DC Motema Pembe - 1997 : AS Vita Club - 1998 : DC Motema Pembe - 1999 : DC Motema Pembe - 2000 : TP Mazembe - 2001 : TP Mazembe - 2002 : FC Saint Eloi Lupopo - 2003 : AS Vita Club - 2004 : DC Motema Pembe - 2005 : DC Motema Pembe - 2006 : TP Mazembe | - 2007 : TP Mazembe - 2008 : DC Motema Pembe - 2009 : TP Mazembe - 2010 : AS Vita Club - 2011 : TP Mazembe - 2012 : TP Mazembe - 2013 : TP Mazembe - 2013/14 : TP Mazembe - 2014/15 : AS Vita Club - 2015/16 : TP Mazembe - 2016/17 : TP Mazembe - 2017/18 : AS Vita Club - 2018/19 : TP Mazembe - 2019/20: TP Mazembe - 2020/21: AS Vita Club - 2021/22: TP Mazembe |